# Nagahama (Ehime)

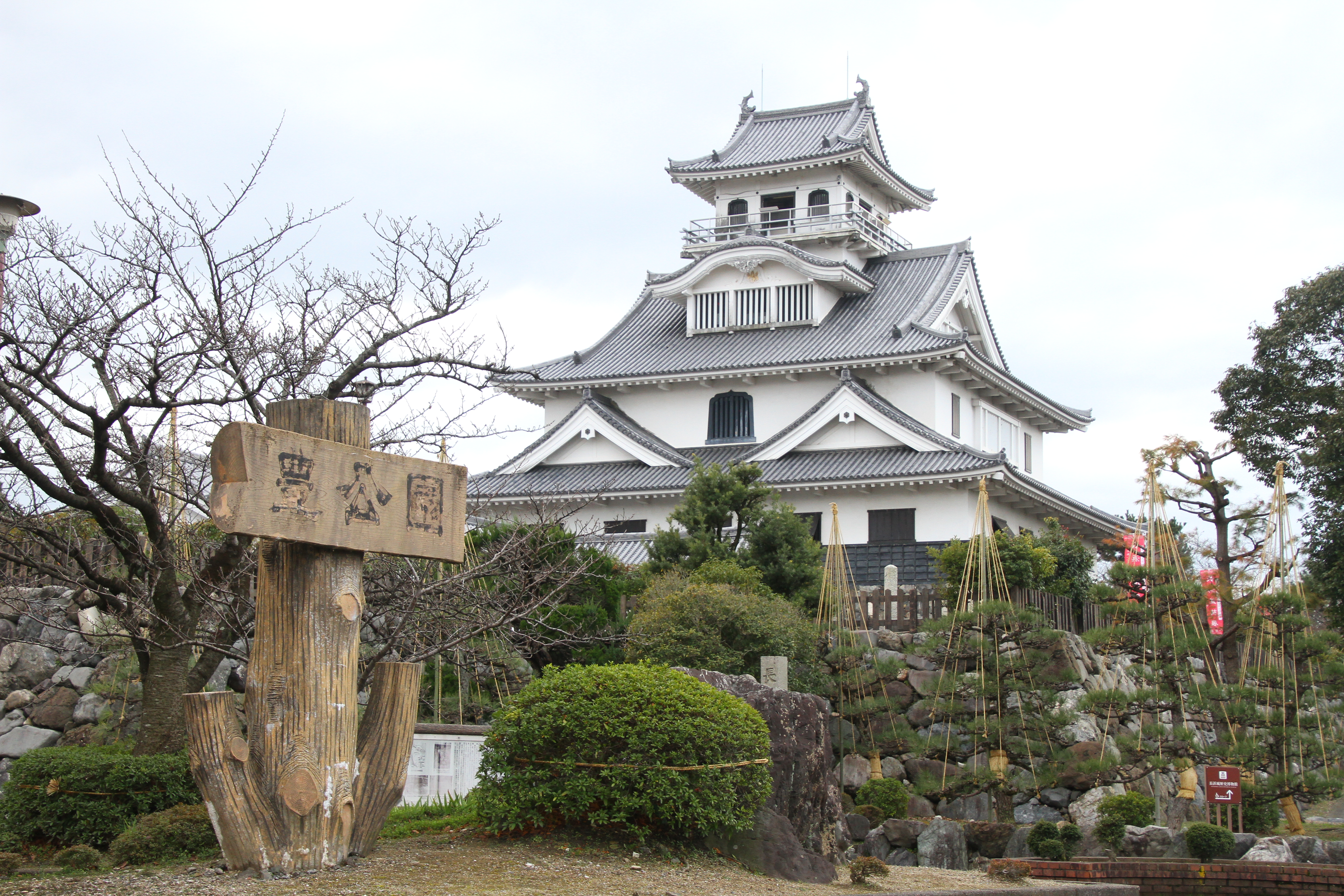

 (mai 2025).
Si vous disposez d'ouvrages ou d'articles de référence ou si vous connaissez des sites web de qualité traitant du thème abordé ici, merci de compléter l'article en donnant les références utiles à sa vérifiabilité et en les liant à la section « Notes et références ».
Nagahama (長浜町, Nagahama-chō) était un bourg localisé dans le district de Kita, dans la préfecture d'Ehime au Japon. Le 11 janvier 2005, le bourg a fusionné avec la ville d'Ōzu et n'existe plus comme une municipalité indépendante.

## Géographie

### Démographie
En 2003, la ville avait une population estimée à 8 765 habitants pour une densité de 117,19 hab/km2. La superficie était de 74,79 km2. 